# LTV1
 (mai 2015).
Si vous disposez d'ouvrages ou d'articles de référence ou si vous connaissez des sites web de qualité traitant du thème abordé ici, merci de compléter l'article en donnant les références utiles à sa vérifiabilité et en les liant à la section « Notes et références ».
LTV1 est la première chaîne de télévision publique lettone du groupe de télévision public Latvijas Televīzija (LTV).

## Histoire de la chaîne
À sa création, la chaîne se nomme Rīgas televīzijas centrs ((fr) Centre de télévision de Rīga) et dépend de la Télévision centrale d'URSS, dont elle est un relais en République socialiste soviétique de Lettonie. Elle commence sa diffusion expérimentale le 6 novembre 1954 lorsque les présentateurs Aina Grivina et Yuri Kochetkov apparaissent à l'écran et annoncent : « Nous commençons aujourd'hui les transmissions de la télévision expérimentale de Rīga, vous allez voir le film Mājup ar uzvaru (Accueil avec une victoire) ». Cette première émission de télévision à Rīga n'est visible que par seulement 20 propriétaires de récepteurs de télévision soviétique KVN dont la taille de l'écran est de 18 cm en diagonale. L'enthousiasme, le désir à tout prix d'atteindre l'objectif et dans une certaine mesure, le hasard, font de la RSS de Lettonie le premier des pays baltes à établir la télévision. Jusque-là, la télévision en Union soviétique n'était présente qu'à Moscou, Leningrad et Kiev. Les émissions régulières du Centre de télévision de Rīga démarrent le 20 novembre 1954.
Alors que le deuxième réseau de télévision diffusant la Télévision centrale de Moscou commence la diffusion régulière de ses émissions en couleur en 1968, le Centre de télévision de Rīga ne commence à diffuser ses programmes en couleur au standard SÉCAM que le 28 janvier 1974, bien qu'à cette époque le parc de téléviseurs en couleur en RSS de Lettonie soit assez maigre, ne comptant qu'une seule marque, Raduga 5, pesant environ 60 kg et coûtant 850 roubles. 
À la suite de la seconde indépendance du pays le 21 août 1991, LTV1 devient la chaîne de télévision publique de la République de Lettonie et diffuse ses programmes exclusivement en langue lettone.
Depuis le 2 février 1998, LTV1 est diffusée dans une nouvelle norme de codage couleur PAL, comme toutes les autres chaînes lettones. Elle passe au format 16:9 le 15 janvier 2013 et sa diffusion se fait 24 heures sur 24 depuis le 1er juin 2013 afin d'offrir un programme plus dynamique pour tous les groupes de population. Dans la nuit, LTV1 rediffuse principalement les programmes les plus populaires de LTV.

### Identité visuelle (logo)

Logo de LTV1 du 21 août 1991 à 1996.
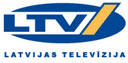
Logo de LTV1 de 2002 à 2006.
Logo de LTV1 de 2006 à 2013.
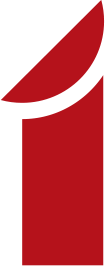
Logo de LTV1 de 2013 à 2017.
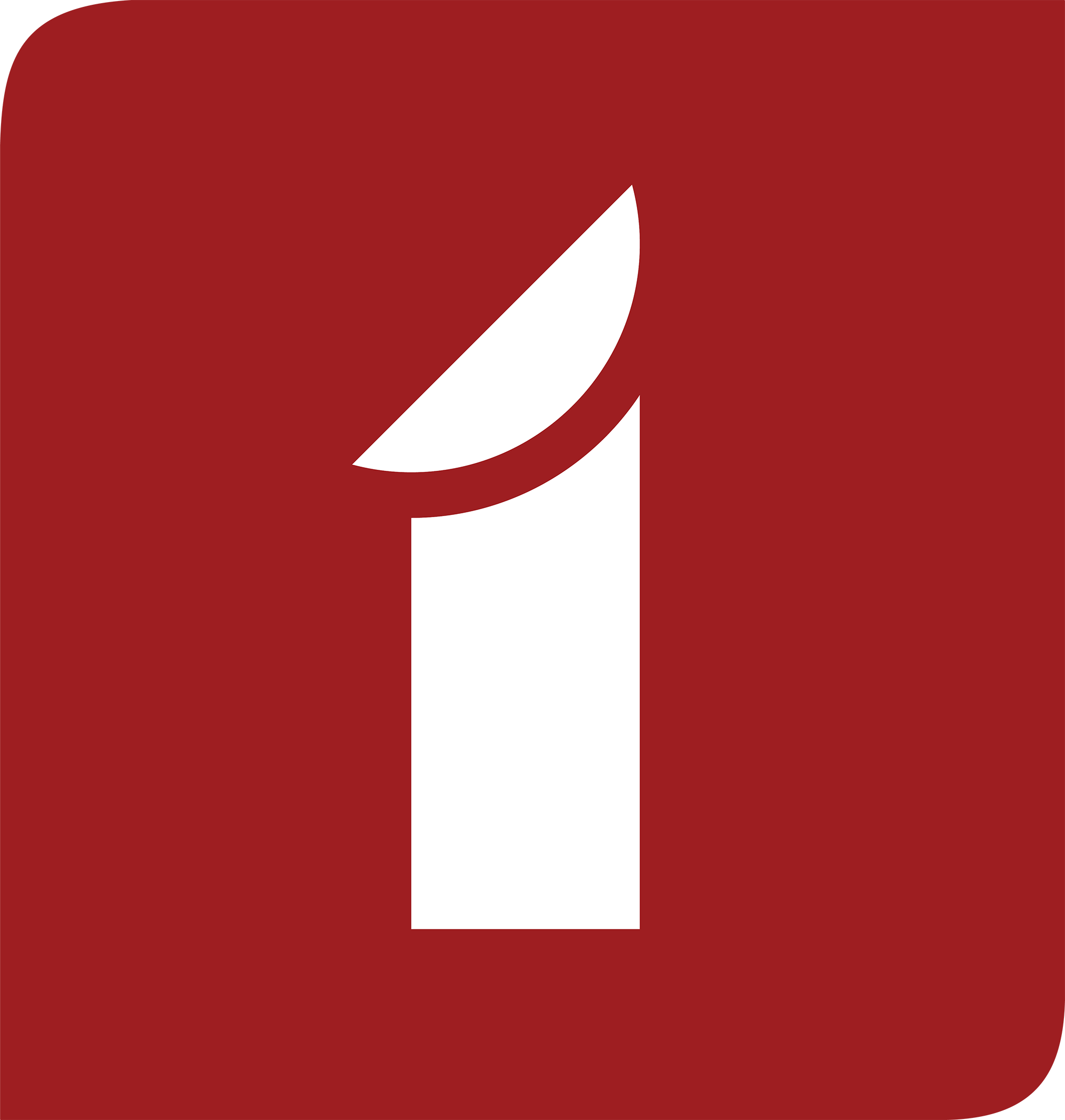
Logo de LTV1 de 2017 à 2022.
Logo de la chaîne depuis 2022.

## Organisation

### Dirigeants
Directeur
- Baiba Smite

### Capital
LTV1 appartient à 100% à la compagnie nationale de télévision VB SIA Latvijas Televīzija.

## Programmes

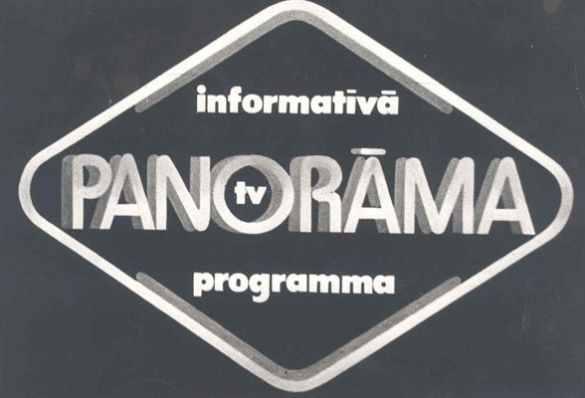
Journal télévisé Panorāma

LTV1 propose de nombreuses émissions d'information, des programmes éducatifs et musicaux, des talk-shows, des programmes sur l'art et la religion, des débats, des divertissements, de la fiction, des documentaires et des films et des séries télévisées. La chaîne propose chaque jour environ 18 heures de programmes frais et six heures de rediffusions.
La plus ancienne émission encore diffusée, qui est aussi la plus populaire, est le journal télévisé de début de soirée Panorāma qui offre un décryptage de l’actualité nationale et internationale depuis le 19 mars 1958.  
Depuis 2000, LTV1 diffuse chaque année le Concours Eurovision de la chanson. 

### Émissions
- Panorāma: journal télévisé de début de soirée diffusé depuis le 19 mars 1958[2].
- Miedziņš nāk : émission pour la jeunesse diffusée dans les années 1980[3].
- Rīts (Matin) : première émission matinale à la télévision lettone mêlant information et divertissement durant une à deux heures et diffusée de 1993 au 1er mai 2006.
- Labrīt, Latvija! (Bonjour Lettonie !) : émission matinale incluant flashs d’informations et rubriques thématiques diffusée depuis le 4 mai 2006.
- Mēs esam (Nous) : émission consacrée à l'image de la Lettonie et à la place de ce pays en Europe et dans le monde, dont le créateur et le présentateur est l'ancienne présidente de la république de Lettonie, Vaira Vike-Freiberga[4], diffusée depuis le 8 mars 2008.

## Audience
En avril 2014, LTV1 a eu une audience de 8,1 %. Les chaînes privées TV3 Latvija, NTV Mir Latvija et LNT font donc plus d'audimat que la chaîne de service public.  

## Diffusion
LTV1 est diffusée 24h/24 sur tous les supports en HD 576i et 1080i au format 16:9.

### Hertzien numérique
LTV1 est diffusée par Latvijas Valsts Radio un Televīzijas Centrs (LVRTC), dont le réseau d'émetteurs hertziens couvre l'ensemble du territoire de la Lettonie. La diffusion hertzienne de LTV1 se fait uniquement au format numérique DVB-T2 (MPEG-4) depuis le 1er juin 2010. 

### Câble
En tant que chaîne de télévision publique, LTV1 est incluse dans le package social de chaînes de télévision obligatoirement diffusées par tous les câblo-opérateurs en Lettonie. 

### Satellite
LTV1 est diffusée par le satellite Sirius dans le cadre du bouquet satellite Viasat. Cryptée en videoguard, la chaîne ne peut être reçue qu'en Scandinavie et dans les Pays baltes.